# Чарльз Керр (художник)
Чарльз Генрі Малькольм Керр (англ. Charles Henry Malcolm Kerr, також C. H. M. Kerr або Charles Kerr; 1858—1907) — англійський художник та ілюстратор, відомий своїми ілюстраціями до пригодницьких романів Генрі Райдера Гаґарда.

## Життєпис

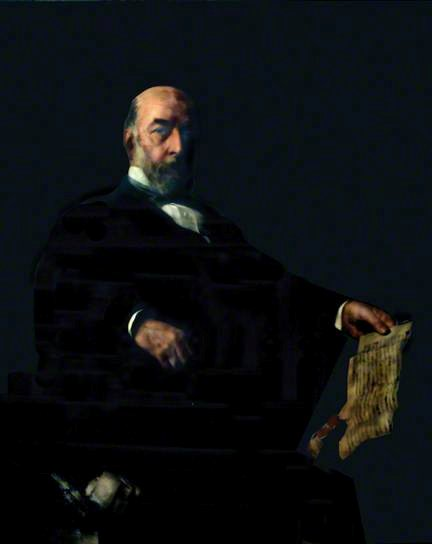
Портрет батька, 1894 рік

Народився 22 січня 1858 році в Лондоні. Був одним із шести синів і двох доньок в родині лондонського судді Роберта Малькольма Керра (англ. Robert Malcolm Kerr; 1821—1902) і Марії Сюзанни Соулі Керр (англ. Maria Susannah Soley Kerr)
Спочатку закінчив коледж «Корпус Крісті» (англ. Corpus Christi College) Оксфордського університету. Потім навчався в англійській Королівській академії мистецтв і в паризькій Академії Жуліана. З 1884 року регулярно виставлявся в Королівській академії. Потім — на багатьох англійських виставках. У 1890 році Керр був прийнятий в Британське Королівське товариство художників (англ. Royal Society of British Artists).
Чарльз Керр ілюстрував книги багатьох письменників: Райдера Хаггарда, Роберта Стівенсона, Ендрю Ленга, Артура Конан Дойла.
Керр знаходився серед тих, хто був запрошений на Урочистий вечір 1 травня 1889 року в ресторані Criterion Restaurant з нагоди присвоєння звання Почесного члена Академії вишуканих мистецтв у Мюнхені Джеймсу Вістлеру.
У 1906 році він був доставлений до приватної психіатрічної лікарні в Чизіку (Лондон) через наслідки вживання морфіну. Був виписаний з неї і знаходився під опікуванням дружини у своєму будинку в Burgess Hill. Помер 7 грудня 1907 року.
Був одружений з Гертрудою Ліззі Джайлз (англ. Gertrude Lizzie Giles), яка позувала йому в 1905 році для картини «Відвідувачка» (англ. he Visitor), яка на сьогодні зберігається в зібранні Галереї Тейт